# Panamská kuchyně

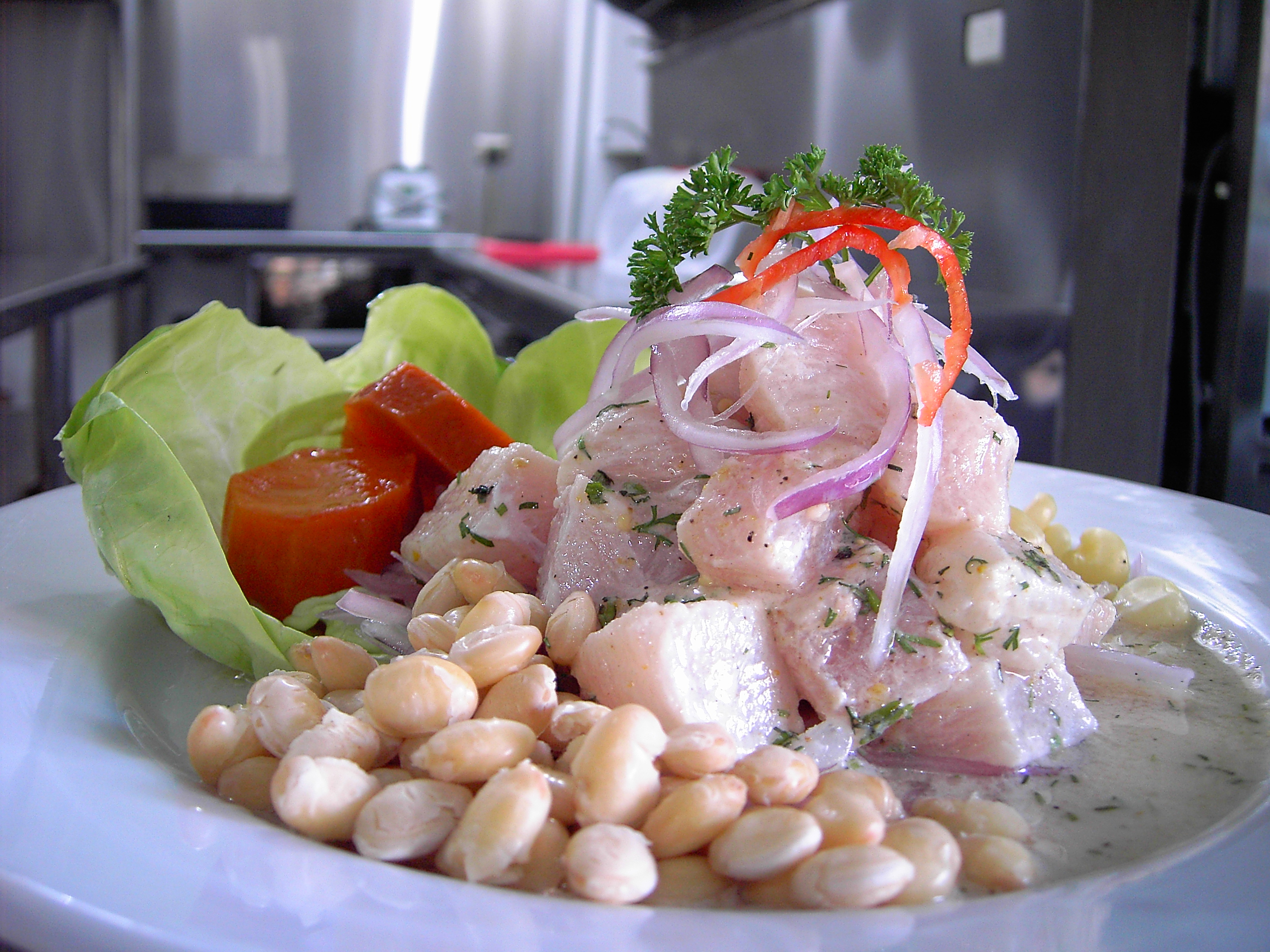
Ceviche

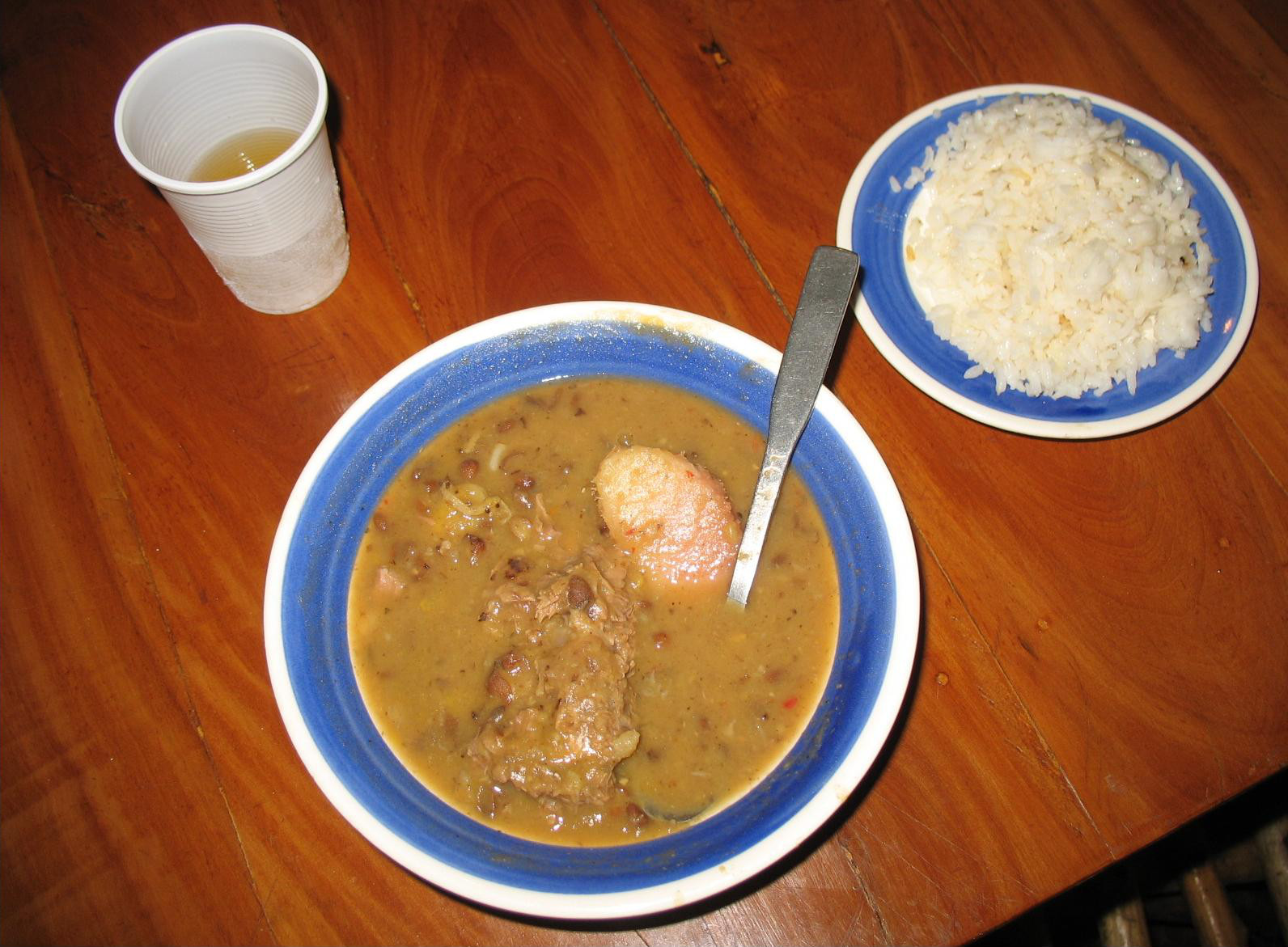
Sancocho

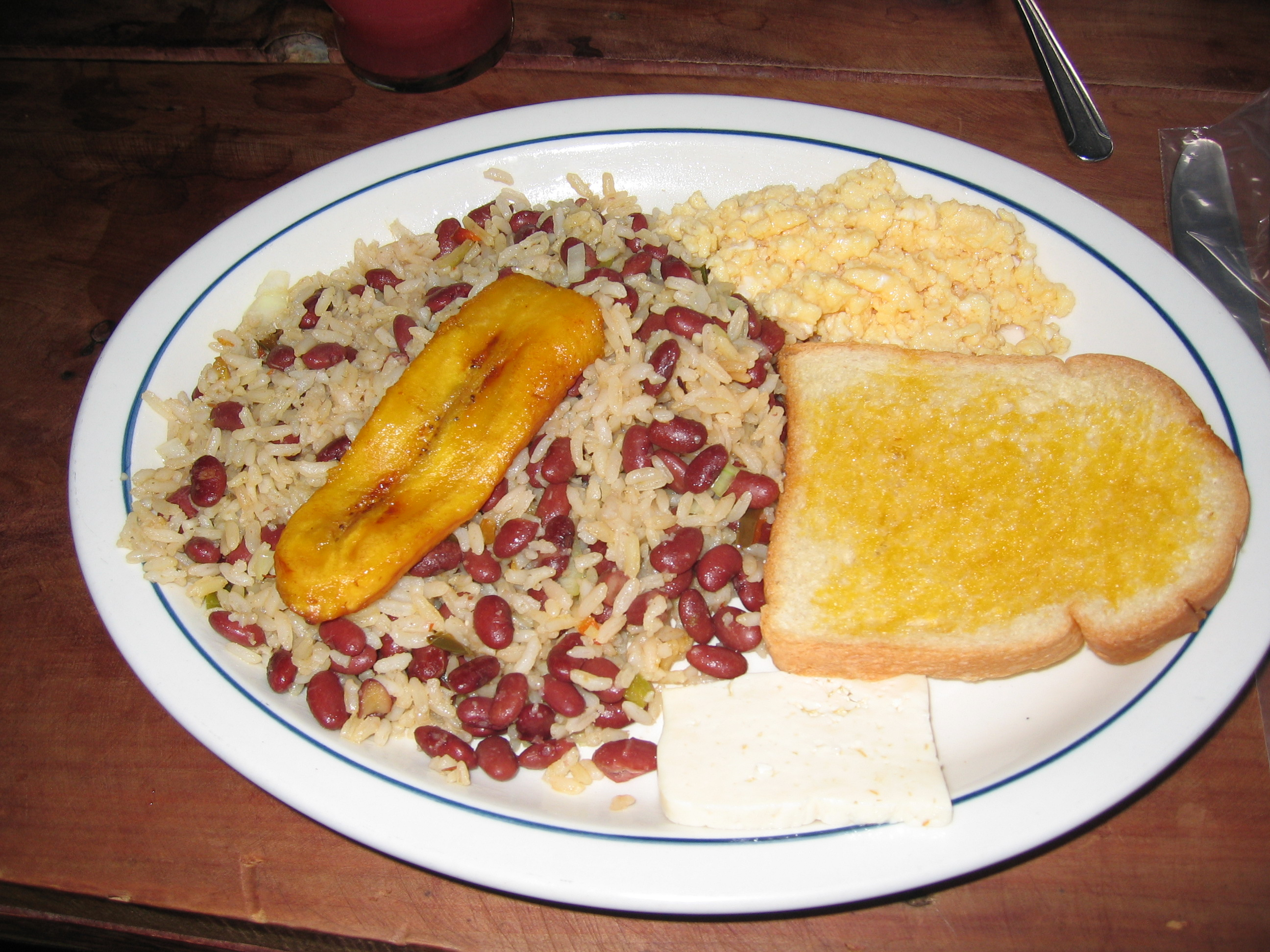
Gallo pinto

Panamská kuchyně (španělsky: Gastronomía de Panamá) je mixem africké kuchyně, španělské kuchyně a kuchyně panamských Indiánů. Mezi typické suroviny panamské kuchyně  tropické ovoce, kukuřice, rýže, pšenice, plantainy, maniok, mořské plody a maso (hovězí, kuřecí a vepřové). Mezi obvyklá koření patří chilli a oreláník.

## Příklady panamských pokrmů
Příklady panamských pokrmů:
- Ceviche, původně peruánský pokrm. Jedná se o plátky syrové ryby podávané s citrónem a chilli.
- Sancocho, polévka z vývaru, masa, zeleniny, plantainů a manioku
- Gallo pinto, směs rýže a fazolí a někdy také masa[2]
- Tamales, kukuřičná hmota s dalšími ingrediencemi zabalená v banánovém listu
- Empanada, plněná kapsa z těsta
- Yuca frita, smažený maniok[3]
- Ropa vieja, trhané maso s fazolemi, rýží a zeleninou

## Příklady panamských nápojů
Příklady panamských nápojů:
- Chica, kukuřičné pivo
- Resbaladera, nealkoholický nápoj z ječmene a mléka

- Ron ponche, koktejl z mléka, vanilky a rumu
- Seco Herrerano, pálenka z cukrové třtiny
- Pivo